# Children's Song Book
Children's Song Book är den amerikanske trubaduren Tom Paxtons nionde studioalbum, utgivet 1974 på skivbolaget Bradleys. Albumet är producerat av Milton Okun.

## Låtlista
Samtliga låtar skrivna av Tom Paxton
1. "Englebert the Elephant"
2. "Jennifer's Rabbit"
3. "Fred"
4. "The Marvelous Toy"
5. "My Dog's Bigger Than Your Dog"
6. "The Subway Song"
7. "Hush-You-Bye"
8. "Goin' to the Zoo"
9. "Katy"
10. "Little Brand New Baby"
11. "The Thought Stayed Free"
12. "Come and Play Catch With Me"
13. "Let's Pretend"
14. "Grey Mares"